# Thiberville
Thiberville település Franciaországban, Eure megyében. Lakosainak száma 1765 fő (2022. január 1.). Thiberville L’Hôtellerie, Marolles és Drucourt községekkel határos.

## Népesség
A település népessége az elmúlt években az alábbi módon változott:
| Lakosok száma | 1374 | 1643 | 1610 | 1672 | 1871 | 1827 | 1800 | 1789 | 1781 | 1765 |
|               | 1968 | 1982 | 1990 | 2006 | 2013 | 2015 | 2017 | 2019 | 2020 | 2022 |